# Benjamin Cremaschi
Benjamin Cremaschi (Miami, 2005. március 2. –) amerikai válogatott labdarúgó, az Inter Miami középpályása.

## Pályafutása

### Klubcsapatokban
Cremaschi az amerikai Miami városában született. Az ifjúsági pályafutását a Key Biscayne és a Weston csapatában kezdte, majd az Inter Miami akadémiájánál folytatta.
2023-ban mutatkozott be az Inter Miami észak-amerikai első osztályban szereplő felnőtt keretében. Először a 2023. február 26-ai, Montréal ellen 2–0-ra megnyert mérkőzés 90+2. percében, Rodolfo Pizarro cseréjeként lépett pályára. Első gólját 2023. július 9-én, a DC United ellen idegenben 2–2-es döntetlennel zárult találkozón szerezte meg.

### A válogatottban
Cremaschi az U19-es és az U23-as korosztályú válogatottakban képviselte Amerikát. Tagja volt a 2024-es párizsi olimpiára küldött amerikai labdarúgó-keretnek. A felnőtt válogatottban 2023. szeptember 13-án, Omán ellen 4–0-ra megnyert mérkőzésen debütált.

## Statisztikák

### A válogatottban
| Válogatott       | Év       | Pályára lépés | Gól |
| ---------------- | -------- | ------------- | --- |
| Egyesült Államok | 2023     | 1             | 0   |
| Egyesült Államok | 2025     | 2             | 0   |
| Összesen         | Összesen | 3             | 0   |

## Sikerei, díjai
Inter Miami
- US Open Cup
  - Döntős (1): 2023

- Leagues Cup
  - Győztes (1): 2023